# Александар Річардсон
Александар Джон Річардсон (народився 30 квітня 1990 року) — британський велосипедист.
Колишній брокер суден, Річардсон почав займатися велоспортом у середині 2015 року і здобув несподівану соло перемогу на Гран-прі Лінкольна 2018 року, через пару тижнів після того, як залишив команду ONE Pro Cycling team. У 2019 році Річардсон знову приєднався до команди Canyon dhb p/b, за яку виступав у 2017 році, і виграв Меморіал Арно Валларда та етап Тур де ла Мірабель . У 2020 році він приєднався до команди Aplecin-Fenix .
У жовтні 2021 року Річардсона пограбували. Він тренувався в Річмонд-парку, коли на нього напали мотоциклісти з мачете, які вкрали його велосипед.

## Основні результати
2018 рік
1-й Гран-прі Лінкольна
2019 рік
1 -й Меморіал Арно Валларда
1-й етап 3 Тур де ла Мірабель
6-й Ронд ван Оверейсел
2021 рік
4-й Чемпіонат країни з марафону